# Rzeczyca Ziemiańska
Rzeczyca Ziemiańska – wieś w Polsce położona w województwie lubelskim, w powiecie kraśnickim, w gminie Trzydnik Duży.
W latach 1975–1998 miejscowość administracyjnie należała do województwa tarnobrzeskiego.
Na południowych obrzeżach miejscowości znajduje się stacja kolejowa na linii Kraśnik – Stalowa Wola Rozwadów oraz przejazdy kolejowe z zaporami, obsługiwane z nastawni na stacji.
Wieś stanowi sołectwo gminy Trzydnik Duży. Według Narodowego Spisu Powszechnego (III 2011 r.) wieś liczyła 883 mieszkańców.

## Historia

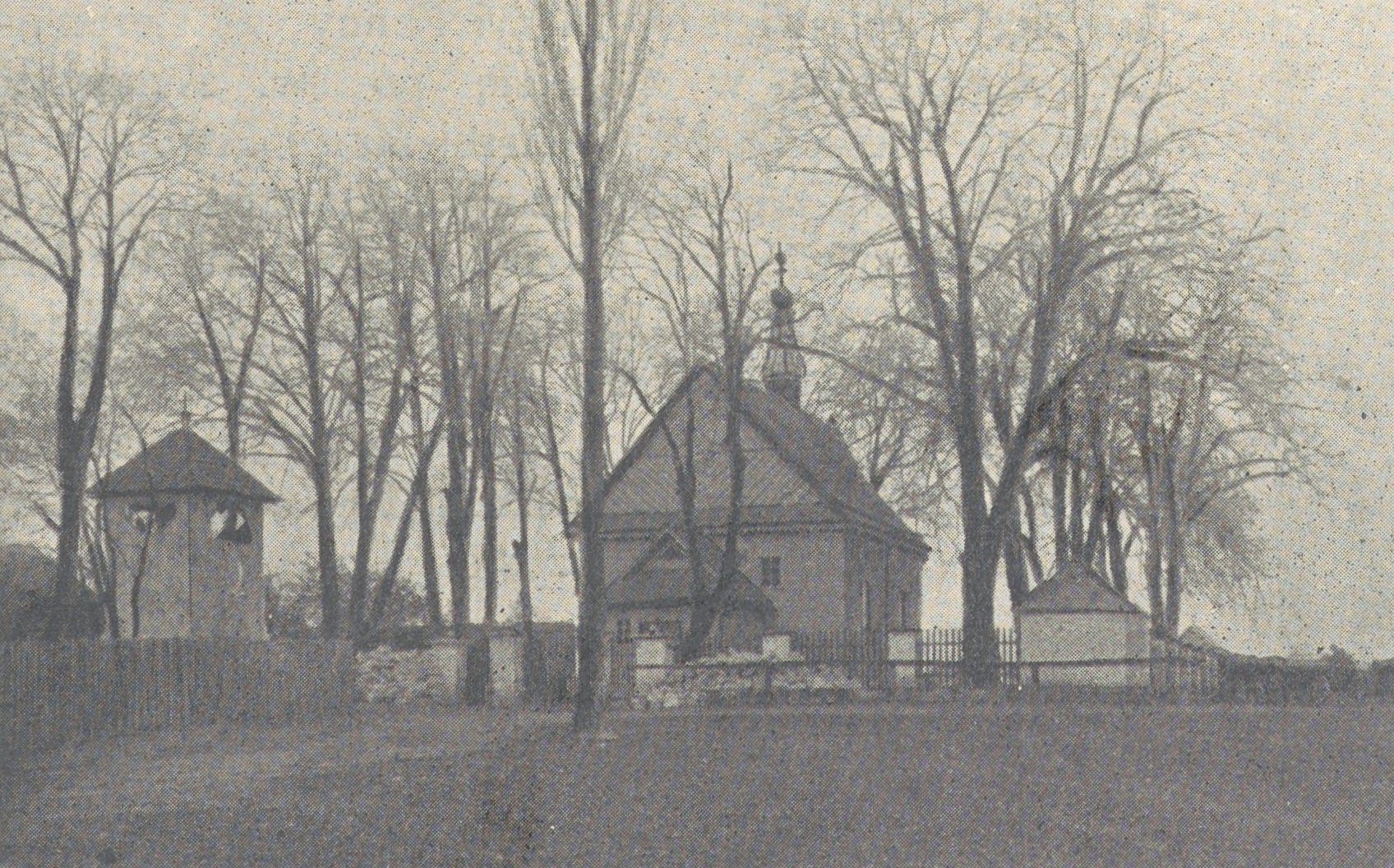
Widok kościoła przed 1908

Rzeczyca jest wymieniana w tekstach Jana Długosza jako wieś rycerska z podziałem na Rzeczycę Wydrzyną i Rzeczycę Górną. Za zasługi w walce z okupantem i pomoc udzieloną partyzantce, wieś Rzeczyca Ziemiańska odznaczona została Krzyżem Grunwaldu II klasy. Na miejscowym cmentarzu w 1983 roku odsłonięto pomnik ku czci poległych partyzantów Gwardii Ludowej i Armii Ludowej. Jest tu pochowany m.in. Władysław Skrzypek - dowódca I Brygady GL im. Ziemi Lubelskiej oraz I sekretarz obwodu PPR płk Aleksander Szymański ps. "Ali". Na cmentarzu parafialnym znajduje się też pomnik powstańców styczniowych (na mogile nieznanego powstańca poległego w bitwie pod Mostami, czyli w Lesie Ordynackim) oraz grób Maryi Hempel - działaczki niepodległościowej i uczestniczki Powstania Styczniowego, botaniczki, która odkryła i opisała pierwsze w obecnych granicach Polski stanowisko dziewięćsiła popłocholistnego.
Obiekty zabytkowe: kościół drewniany z XVIII wieku, kapliczka Św. Floriana.